# Cukrownia w Bierutowie
Cukrownia w Bierutowie powstała w roku 1883. 50 lat później w wyniku rozbudowy zakładu stała się najnowocześniejszą i drugą co do wielkości w Europie. Obecnie kompleks zabudowań nie jest już wykorzystywany w swoim pierwotnym celu.
Wewnątrz znajdowały się m.in. podziemne wodne linie produkcyjne do transportu i oczyszczania buraków cukrowych.
21 stycznia 1945 roku Bernstadt (Dzisiejszy Bierutów) zajęły wojska sowieckie, które zdecydowały o wywiezieniu urządzeń cukrowni do Związku Socjalistycznych Republik Radzieckich, maszyny te jednak nigdy nie dotarły do Związku Radzieckiego, ale zostały porzucone pod wschodnią granicą Polski, gdzie niszczały przez wiele lat.
Po II wojnie światowej kompleks budynków cukrowni był wykorzystywany głównie w celach magazynowych. Około 2000 roku działalność ta została zaprzestana, a dawna cukrownia sprzedana w ręce prywatne. Wewnątrz został niemal ukończony zespół dyskotek stylizowanych na średniowieczny kompleks zamkowy. Miał należeć do największych tego typu obiektów w Europie, ale kompleksu nigdy nie oddano do użytku. Część kompleksu jest porzucona i dewastowana, fragmenty zostały też częściowo rozebrane. Na kompleks cukrowni składały się: hale produkcyjne, hale magazynowe, place magazynowe, bocznice kolejowe, urządzenia do obsługi pociągów towarowych transportujących cukier i buraki cukrowe, kolejki wąskotorowe do zwożenia z pól buraków, parowozownie, drogi wewnętrzne o nawierzchni granitowej, wiadukty, podziemne linie produkcyjne itd. Poza częścią kilkanaście lat temu przekształconą w "średniowieczny kompleks" pozostałe obiekty są opuszczone. 
Wysoki na ok. 90 m komin jest wykorzystywany jako przekaźnik telekomunikacyjny.